# Німецька берегова батарея Тірпіц

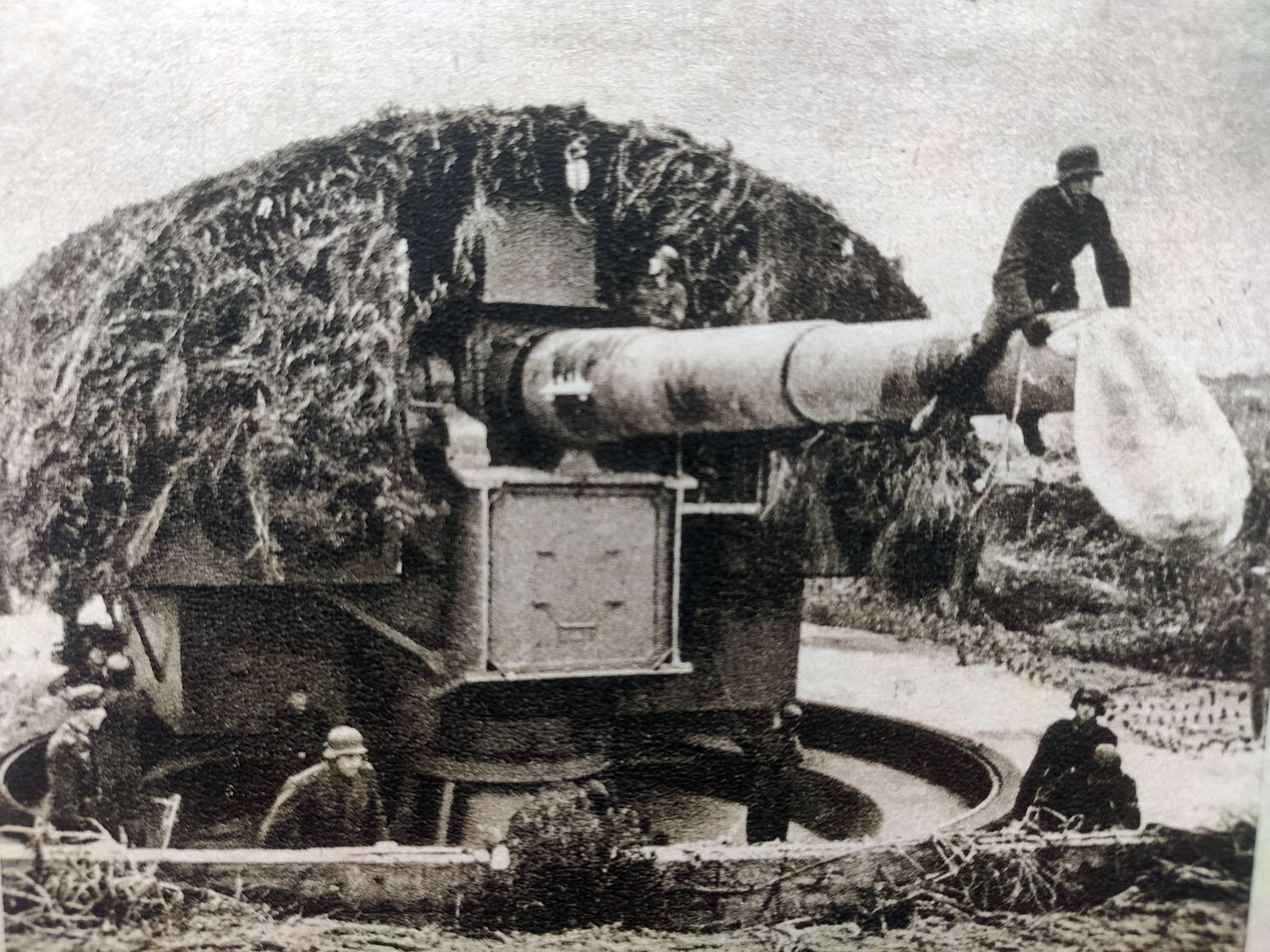
«Тірпіц» берегова оборонна установка, гармата SK L/45

Німецька берегова батарея «Тірпіц» — берегова батарея, що складалася головним чином з трьох великих 280-мм гармат, була найпотужнішою береговою батареєю на румунському узбережжі під час Другої світової війни. Три гармати, моделі 28 cm SK L/45, походили із запасів для лінкорів класу «Нассау» часів Першої світової війни. Назва батареї була дана на честь німецького грос-адмірала Альфреда фон Тірпіца.

### Історія
Після того, як Румунія приєдналася до країн Осі, підписавши Троїстий пакт у листопаді 1940 року, німецькі війська почали входити в країну, щоб забезпечити навчання та модернізацію румунських збройних сил. Румунська берегова артилерія була значною мірою застарілою. Таким чином, румунська та німецька влада домовилися про будівництво потужної батареї на південь від румунського порту Констанца. Будівництво розпочалося взимку 1940 року, багато румунів допомагали в її будівництві, і батарея зробила перші постріли в квітні 1941 року в присутності румунського військового міністра, генерала Йосифа Якобічі. Батарея була захищена 75-мм та 20-мм зенітними гарматами. Номінально батарея, яку обслуговували 700 військовослужбовців Крігсмаріне, перебувала під румунським контролем, як і всі сили Осі в Румунії. До кінця 1942 року військовий персонал у Констанці та навколо неї налічував 40 000 румунів та 3700 німців. Батарея брала участь у бойових діях лише один раз, коли радянський надводний флот атакував Констанцу 26 червня 1941 року, додавши 39 пострілів до бою та пошкодивши радянський лідер есмінців «Харків».
Після державного перевороту 23 серпня 1944 року ситуація стала невизначеною. Німецький віце-адмірал Гельмут Брінкманн мав наказ утримувати Констанцу за будь-яку ціну. Однак після особистої зустрічі з румунським контр-адміралом Хорією Мачелларіу його вдалося переконати відступити організовано та уникнути непотрібного та дорогого бою. Потім німці відступили в ніч з 25 на 26 серпня, але не раніше, ніж батарея була підірвана перед здачею румунам.